# Ardaburius
Pour les articles homonymes, voir Ardabur.
Flavius Ardaburius Senior ou Ardabur le Vieux était un général et généralissime romain sous le règne de l'empereur romain d'Orient Théodose II.

## Biographie

### Famille
Noble Alains, il se marie avec une fille de Flavius Plintha, noble Goth qui fut consul en 419. De cette union, ont lui connait un fils, Ardaburius Aspar, qui devint lui même consul en 434.

### Carrière
En 421, Ardaburius commande l'armée qui marche contre les Perses sur les bords du Tigre. Il bat Narsès et l’assiège dans Nisibe, mais ses troupes doivent se retirer en désordre à l'arrivée du roi de Perse Vahram V, après avoir brûlé les machines de siège, tandis que de leur côté les Perses, frappés de la même terreur, se précipitent dans l'Euphrate.
En 425, Ardaburius et son fils Aspar sont envoyés en Italie par Théodose II, pour soutenir Valentinien III et sa mère Galla Placidia contre l'usurpateur Jean. Aspar marche sur Aquilée avec la cavalerie ; Ardaburius s'embarque avec l'infanterie pour aller assiéger Ravenne ; mais une tempête jette son vaisseau dans le port même de cette ville. Jean, voulant profiter de cette capture inattendue, traite Arbaburius avec égards, dans l'espoir que Théodose fasse la paix pour sauver son général. Celui-ci profite de la liberté qu'on lui donne pour se ménager des intelligences dans la place ; il fait prévenir Aspar de s'approcher en grande hâte, gagne les principaux officiers de l'armée de Jean, et lorsque Aspar se présente, Ardaburius se saisit du tyran et le fait conduire à Aquilée devant Placidia et Valentinien.
Généralissime de l'Orient, il est nommé consul en 427.
Plus tard, Ardaburius s'attache un Thrace nommé Marcien, qui vient de s'enrôler dans la milice et qui deviendra empereur d’Orient de 450 à 457. On ne doit pas confondre Ardaburius avec un fils d'Aspar qui porte le même nom que son aïeul, et qui meurt avec son père en 471.

## Sources
1. ↑  Christian Settipani, Continuité gentilice et continuité familiale dans les familles sénatoriales romaines à l'époque impériale: mythe et réalité, Unit for Prosopographical Research, Linacre College, University of Oxford, 2000 (ISBN 978-1-900934-02-2, lire en ligne), p. 411

- Louis Gabriel Michaud, Biographie universelle ancienne et moderne, Volume 2, Desplaces, 1854 (lire en ligne)